# ZOIDS VS.シリーズ
ZOIDS VS.シリーズ（ゾイドバーサスシリーズ）は、トミー（現タカラトミー）より発売されたニンテンドー ゲームキューブ用アクションゲーム。同社の展開する玩具シリーズ『ゾイド』を操り戦う3D対戦ゲーム。

## シリーズ

### ゾイドVS.
シリーズシリーズ1作目。2002年9月6日発売。
「ミッションモード」と「ゾイドバトルモード」の2種類のゲームモードがあり、前者はヘリック共和国・ゼネバス帝国のどちらかのプレイヤー所属を選んでミッションをこなしながらストーリーを進めていくモード、後者はTVアニメのキャラクターなどをパイロットにして2対2で対戦（対CPU・対プレイヤー）するモードである。80種類以上のゾイドと100種類以上の武器が登場し、プレイヤーが自由にカスタマイズできる。当時、玩具で発売されたばかりのゴジュラスギガがゲーム内にも登場した。サイバードライブゾイドも隠し機体としてこのゲームに登場している。
初回生産分特典としてスナイプマスター（『VS.II』以降にスナイプマスターBUという固有名となる）のキットが付属。

### ゾイドVS.II
シリーズ2作目。2003年9月5日発売。
ゾイド数の増加、前作で問題のあった各システムの修正・改良が加えられている。
BLOXシリーズも一部登場しており、前作では使用できなかった巨大ゾイドが対戦モードのみ使用可能となった。また、前作のデータが入ったメモリーカードを使用することによってシールドライガーDCS-Jがショップに追加され、パスワードを入力することでライガーゼロフェニックス・エナジーライガーが使用可能となる。

### ゾイドVS.III
シリーズ3作目。2004年9月30日発売。
飛行型ゾイドが使用可能になり、一部のゾイドがフライングユニットと呼ばれる装備で一定時間の飛行が可能となった。ただし、ホバリング能力の無い機体は効果が切れた直後に落下する危険性を持つ。また飛行ゾイドの参戦に伴い、ミサイルの性能が飛躍的に強化されている。陸戦ゾイドのアクションには「スライディングターン」と呼ばれる新システムが追加され、反転時の射撃攻撃が非常に行いやすくなっている。4人対戦モードが追加されているが、使用可能ゾイドが絞られており、処理落ちに陥りやすい。
ストーリーモードは、前作までの共和国VS帝国では無く、ブルーシティーが舞台の「古代虎伝説」を再現したものとなっており、『ゾイドフューザーズ』とのコラボレーションが本筋に関わっている。

### ゾイドVS.i / EZ
携帯電話用モバイルゲームとして配信されていたコンテンツ。現在ではサービスを終了している。
iモード向けの「ゾイドVS.i」は2003年8月4日から、EZweb向けの「ゾイドVS.EZ」は2004年4月22日から配信された。
ゾイドVSの名前やシリーズロゴを冠しているが、アクションゲームではなくゾイド育成バトルゲームとなっており（iモードメニューの分類はロールプレイングゲーム）になっており全く別物である。ゲーム内容は、プレーヤーが主人公として様々なミッションをクリアする「シナリオモード」、ゾイドウォーリアーとして他のプレーヤーたちとオンラインで対戦する「ネット対戦モード」、2004年9月に追加されたアニメ作品のキャラクターたちと対戦する「ゾイドバトルトレーニングモード」など。

## ゲームオリジナルの登場人物

### ゾイドVS.（登場人物）
共和国軍試作機実験小隊ブルーユニコン
主に試作機の運用試験を行っているヘリック共和国の特殊部隊。まだ設立して間もない為、隊長のアルバーン以外のメンバーの殆どはテストパイロットとして配属された新兵で構成されている。テラガイストの暗躍により実戦に巻き込まれる事となる。
ザン・フェール（声優：うえだゆうじ）
共和国ブルーユニコン隊のテストパイロットの一人で、共和国ルートの主人公。
実家がゾイドの修理工場で幼い頃からゾイドに触れていたため「ゾイドの意思」を感じ取ることが出来る。学生時代、ガイロス人のライナーにゾイドバトル大会で勝った事がある。
ティータ・ブリーズ（声優：平松晶子）
共和国ブルーユニコン隊のテストパイロットの一人。
ザンの幼馴染で、ザンに想いを寄せている。ザンにくっついて共和国軍に入隊した。
アルバーン・ニンバス（声優：咲野俊介）
共和国ブルーユニコン隊の隊長。
前戦争で名を馳せたベテランで、かつては特殊部隊の切り込み隊長や、ウルトラザウルスの火器管制を勤めた事もある。共和国軍人には珍しく荷電粒子砲を撃った経験もあるが、決戦兵器を使うよりもゾイド乗りならばスピードとテクニックで敵を倒すべきと言うこだわりを持つ。
共和国オペレーター（声優：浅野まゆみ）

帝国軍特務憲兵隊ロットティガー
エリートや実力者で構成されたガイロス帝国の特殊部隊。本来の任務はガイロス帝国に対するテロやクーデターを未然に防ぐ事であり、IIからは「ゼネバスキラー」と言う通称を持つようになる。
ライナー・グラナート（声優：千葉進歩）
帝国軍特務部隊ロットティガーのゾイドパイロットで帝国ルートの主人公。
資産家の生まれで、軍関係者との人脈開拓のために軍隊に放り込まれた過去を持ち、軍歴はまだ浅い。かつて学生時代に自分を打ち負かしたザンに対して強いライバル心を抱いている。
クローディア・ディアマント（声優：柚木涼香）
帝国軍特務部隊ロットティガーの隊長。
エリート軍人の家系出身だが、ただそれだけの理由での昇進を断り、自分の実力だけで上り詰めてきた。マックスとは特殊部隊からの旧知の仲で、その頃はマックスの部下であり、互いの信頼は厚い。
マックス・ルビン（声優：藤原啓治）
帝国軍特務部隊ロットティガーのゾイドパイロット。
かつては特殊部隊のエースであったが、一言多い性格のために上司の不興を買っていていまだ昇進出来ずにいる。元部下のクローディアがロットティガーの隊長に就任した際に彼女の願いで同部隊に配属される事となる。
帝国オペレーター（声優：比嘉久美子）

テラガイスト
『VS.I』および『VS.II』において共和国軍と帝国軍に対して様々な破壊活動や妨害工作を行う謎の武装組織。その目的はゼネバス帝国の再建であり、ゾイドを凶暴化させるウイルスの散布やデータレスゾイドの奪取などの工作で主人公達を翻弄する。（ゼネバス帝国の復活が目的と言う意味ではバトルストーリーに登場した鉄竜騎兵団に似ているが、こちらの方はテロリストとして認識されている）
リバイアス・カノーネ（声優：川澄綾子）
ゼネバス派のテロリスト集団テラガイストの工作員。
元は戦災孤児であったのをガルドに拾われ、戦士としての英才教育を受けた女性。
レザール・シャル（声優：中村大樹）
ゼネバス派のテロリスト集団テラガイストの工作員。
ゼネバス帝国時代はその名を轟かせた名パイロットだったが、ガイロス帝国時代になると軍を追放され、現在は共和国軍に身を隠している。
バイパー（声優：大塚芳忠）
ゼネバス派のテロリスト集団テラガイストの表向きの指導者。
現帝国摂政ギュンター・プロイツェンの影武者とも噂されている。
『VS.II』には登場しない。
ガルド・クーガル（声優：伊藤健太郎）
ゼネバス派のテロリスト集団テラガイストの幹部。
常に顔をバイザーで隠していて素顔は不明だが、実はゼネバス帝国皇族の血を引いているエリートである。
『VS.II』には登場しないが、『ZOIDS SAGA II』では最終ボスとしてデス・メテオに搭乗して主人公達の前に立ちはだかる。

### ゾイドVS.II（登場人物）
ショーマ・シュバール（声優：野島健児）
新たにブルーユニコン隊に配属された新兵。共和国ルートの主人公的存在。
新任早々共和国基地に乱入したコウキと遭遇し交戦、ライバルとして因縁が生まれる事になる。
コウキ・デモン（声優：浜田賢二）
元帝国軍第三強襲部隊の兵士で、帝国ルートの主人公的存在。
単独活動の末に本隊からはぐれてしまったが、偶然にもロットティガー隊と出会い、それ以降行動を共にする。
レイカ・ヘクセ（声優：渡辺美佐）
新たなテラガイストのメンバーとして暗躍する女性。
ガルドとは恋人同士であったため、彼の野望を挫いたロットティガー隊とブルーユニコン隊に復讐しようともくろむ。

### ゾイドVS.III（登場人物）
アロー（声優：関智一）
ストーリーモードの主人公。ストーリー的な主な乗機はレイズタイガー。
かつては「スラッシュウイング」というチームを持ち、「紅の疾風」と呼ばれていた伝説のZiファイターだったが、ある事件を境に表舞台から姿を消す。一見クールな無頼漢を装っているが、根は優しい熱血漢であり、引き受けたアルマの依頼にかかる事件を通じて自分の過去と向き合う事になる。ZOITECで秘密裏に開発されたが、これまで誰も乗りこなせなかったレイズタイガーを乗りこなし、デススティンガーが相手でも全くひるまない実力の持ち主。
PS2版『ゾイドインフィニティ』に登場したランスは彼の弟である。
アルマ（声優：笹本優子）
ブルーシティにある大企業「ZOITEC」の社長の一人娘。
何者かに誘拐された父と会社の技術者を救いだそうと、非合法事件にも対処できるフリーエージェントのアローに事件の解決を依頼する。Ziファイターでは無いが、幼い頃からゾイドに乗っており、ガンスナイパーなどでバトルにも参戦する。
レダ（声優：恒松あゆみ）
ZOITEC社でアルマの秘書を務めている女性。
素性は不明だが、アルマの補佐から警護まで多彩な仕事をこなしている。
スクード（声優：桐井大介）
アローの前に幾度となく立ちはだかるZiファイター。ウルトラザウルスやブラストルタイガーなどに搭乗する。
元はアローの親友で、「スラッシュウイング」のメンバーでもある戦術のエキスパート。とある事件からアローを憎み、敵対するようになった。
ミーナ（声優：中村千絵）
スクードの妹でもあるZiファイターで、スクードと同じくアローの前に敵として現れる。
かつてはアローの恋人だったが、過去の事件で記憶を失う。今では兄に逆らえず唯々諾々と従っている。ジェノブレイカーやデカルトドラゴンなどに搭乗する。
オリジナルキャラクター以外では、『ゾイドフューザーズ』の登場人物が多数ストーリーに登場する。
また、バトルモードなどでは『SAGA』シリーズやアニメシリーズに登場したキャラクターをパイロットにして操作する事が可能になっている。

### ゾイドVS.i / EZ（登場人物）
レイチェル
主人公（プレイヤー）と行動を共にする女性。
ジョエル
主人公の幼馴染みとなる共和国軍中尉。ゾイド乗り集団イクシオンのリーダーとして、物語中盤では主人公と対立する。
タビサ
共和国軍の通信将校。ゾイド乗りとしての能力もある。父親であるエイモス・ホーソンは行方不明となっている。
サイラス
ジョエルの上官となる共和国軍レグルス基地司令官。ジョエルに命じて時空ジェネレーターを探させており、最後に秘密結社メルキセデクの首領として主人公の敵となる。
ダグウッド
過去の世界で名を知られたゾイドウォーリアー。ジェネレーターを巡る騒動に巻き込まれる。
ナサニエル
神出鬼没の謎の少年。
アグル
帝国軍中尉。主人公と幼馴染みであり、ジョエルのライバル的存在。
ガブリエル
ジェネレーターを巡って生じた騒乱を収拾するために動いている帝国軍司令官。
ザカリア
古代遺跡からジェネレーターを発見した神知学者。身を隠して生活していた。

## 主な登場ゾイド

### ライガーゼロ
アニメやコミックなどで主役機体として扱われることの多いライオン型ゾイド。
軽快な動きと、発生の早い格闘攻撃が特徴。タイプゼロでは、背部に射撃装備を搭載すると、その荒々しい挙動の影響で射線が非常にぶれる。
CASやB-CASは表現されておらず、個体ばらばらで販売されている。Iではゼロイクスまで、IIではゼロフェニックスが、IIIではゼロファルコンがラインナップに加えられた。

### ゴジュラスギガ
ネオゼネバス打倒を目的に開発されたギガノトサウルス型ゾイド。
非常に優れた耐久性と機動性を持っており、ロングレンジキャノンなどの強力な武装を装備することも可能。IIからはBLOXが本格的に導入されたため、ロングレンジキャノンからバスターイーグルに装備されているロングレンジバスターキャノンを装備可能としている。
サイズはゴジュラスよりも一回り小さい。
ゾイド核砲はEX攻撃扱いとなっており、設定とは異なり2回以上の使用も可能だが、ごく狭い範囲に垂直に発射されるため、命中させるのは容易ではない。

### バーサークフューラー
ライガーゼロのライバル機であるティラノサウルス型ゾイド。
メインウェポンの185mmビームキャノンは、Ⅲ以降は敵に合わせて角度変更が可能となり、空中ゾイドを容易に撃ち落とすことができる。格闘攻撃であるバスタークローは発生が早くリーチも広いため、非常に強力。

### ウルトラザウルス
シリーズを通して登場する超巨大恐竜型ゾイド。
IIIではミサイル性能が強化されたため、かなり手強い。また、4連装リニアキャノンは直撃を受けるとバーサークフューラーの格闘以上にダメージを受ける。その鈍重さを利用して高速ゾイドの軽快な動きで翻弄する、若しくはライガーゼロフェニックスやアイアンコングPKなどを使って長距離攻撃が有効。

### メガザウラー
デスザウラーがベースのオリジナルゾイド。『II』では隠し機体として、『III』ではミッションモードでは分岐により驚異的な体力を持つ最終ボスとして登場する。デスザウラーとの違いは、機体の装甲カラーが白い（ゲーム中では灰色に近い）、尾部に16連装ミサイルポッドが無い（強制服従回路という制御装置があるという設定）、大口径荷電粒子砲を延々と吐き続けるウェポンを装備している点が挙げられる。ゲーム内での近〜中距離戦闘力は驚異的で、対戦モードではウルトラザウルス以上に強力なゾイドである。
カードゲーム『ゾイドカードコロシアム』でカード化されている。なお、三匹の虎伝説シリーズで登場するメガデスザウラーは名称が似ているが装備や設定が異なる点もあり、同一機体かどうかは明言されていない。

### サラマンダー
共和国軍最強の翼竜型ゾイド。
対戦でのみ使用可能（IIではCPUがバトルモードで使用してくる）。IIIではバリエーションとしてサラマンダーボンヴァーンが登場。ゲーム中の性能は高く、巨大ゾイドでありながら機動性は高い。IIIにて新調された部分は火炎放射器。この武装は無限に使用が可能であり、さらにIIにあった硬直が無く、移動中に数秒間放射し続ける。また、巨大ゾイドでありながら飛行タイプであるため、大ダメージを受けても落下することがなく、地上用のゾイドで勝利するには相当の技量が必要である。登場はIIからだが、この頃は火炎放射器の使い勝手が悪く、飛行と言ってもバーサークフューラー等の様なホバー移動だった。
ゲームでは巨大ゾイドとして扱われているが、本来の設定では横幅以外はゴジュラスよりも小さい。